# Lars Dan
Lars Dan (født 27. februar 1960) er en dansk maler og grafiker. Lars Dan var en af De unge vilde.

## Ekstern henvisning
- Lars Dan på Kunstindeks Danmark/Weilbachs Kunstnerleksikon